# آرشي راند
آرشي راند (بالإنجليزية: Archie Rand)‏ هو فنان أمريكي، ولد في 1949 في بروكلين في الولايات المتحدة.